# Село Дубровського Відділення Сільгосптехніки
Дубровського Відділення Сільгосптехніки (рос. Дубровского Отделения Сельхозтехники) — село в Думіницькому районі Калузької області Російської Федерації.
Населення становить 140 осіб. Входить до складу муніципального утворення Присілок Дубровка.

## Історія
Від 2004 року входить до складу муніципального утворення Присілок Дубровка.

## Населення
| 2002 | 2010 |
| ---- | ---- |
| 148  | ↘140 |